# Eilema bipartita
Eilema bipartita là một loài bướm đêm thuộc phân họ Arctiinae, họ Erebidae.